# 21853 Келсікей
21853 Келсікей (21853 Kelseykay) — астероїд головного поясу, відкритий 7 жовтня 1999 року.
Тіссеранів параметр щодо Юпітера — 3,249.